# 华西四照花
华西四照花（学名：Cornus japonica var. huaxiensis）为山茱萸科山茱萸属的变种。分布在中国大陆的四川、陕西、湖北等地，生长于海拔1,050米至1,720米的地区，多生长在林缘以及沟边，目前尚未由人工引种栽培。